# Алаукстс
А́лаукстс (латыш. Alauksts) — озеро в Вецпиебалгском крае Латвии. Расположено на Видземской возвышенности на высоте 202,3 м над уровнем моря. Площадь озера составляет 774,8 га. Объём воды — 0,0258 км³. Площадь поверхности — 7,748 км².
Озеро Алаукстс имеет овальную форму и множество бухт. На озере два небольших островка площадью 0,8 га и 0,76 га. Из озера Алаукстс берёт начало небольшая речка Гауиня, впадающая в Гаую (ранее считалось, что озеро Алаукстс является истоком самой Гауи). В XIX веке Алаукстс был соединён каналом с соседним озером Таунс.
Озеро и его окрестности являются природоохранной территорией. В озере обитают 9 видов рыб (преимущественно плотва, также лещ, щука, окунь и др.). Имеется опасность эвтрофикации.
Рядом с озером проходят региональные автодороги P30 (Цесис — Вецпиебалга — Мадона) и P3 (Гаркалне — Алаукстс).